# Uranoscopidae
Uranoscopidae é uma família de peixes da subordem Trachinoidei.

## Géneros
Astroscopus

Genyagnus

Gnathagnus

Ichthyscopus

Kathetostoma

Pleuroscopus

Selenoscopus

Uranoscopus

Xenocephalus